# Pivděnnyj most
Pivděnnyj most (ukrajinsky Південний міст, v doslovném překladu Jižní most) je zavěšený silniční most a zároveň metromost, který se nachází na řece Dněpr na jihu Kyjeva. Most má nejvyšší pylon v Kyjevě, dosahuje výšky 135 metrů.
Uprostřed mostu se nachází trať metra Syrecko-Pečerské linky a po stranách trati vede šestiproudová silnice, která spojuje Stolyčné šose s prospektem Mykoly Bažana a je součástí dálnice M03 a evropské silnice E40. Šířka mostu je 41 metrů a délka 1 256 metrů.

## Historie
Stavba byla zahájena v roce 1983, pro automobilovou dopravu byl most otevřen 25. prosince 1990 a pro soupravy metra 30. prosince 1992. Autorem projektu a hlavním inženýrem byl Georgij Borisovyč Fuks. Most byl v té době považován za nejmodernější na území SSSR, na jeho stavbu bylo vynaloženo asi 112 milionů rublů.

## Galerie

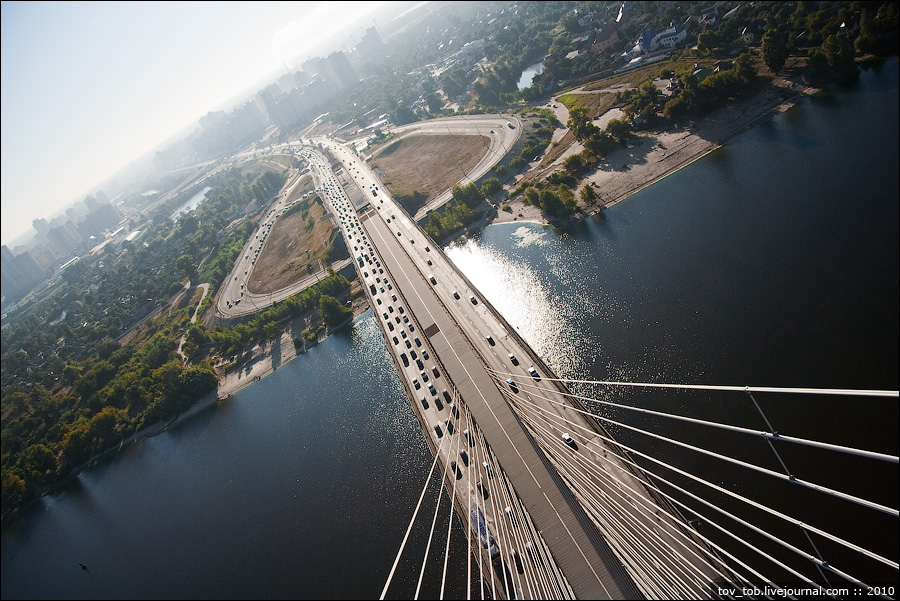
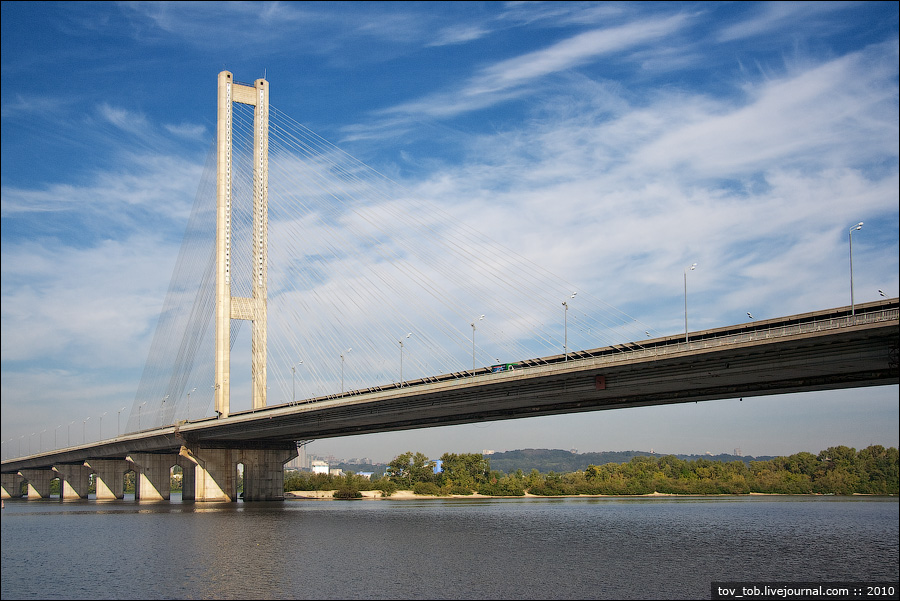
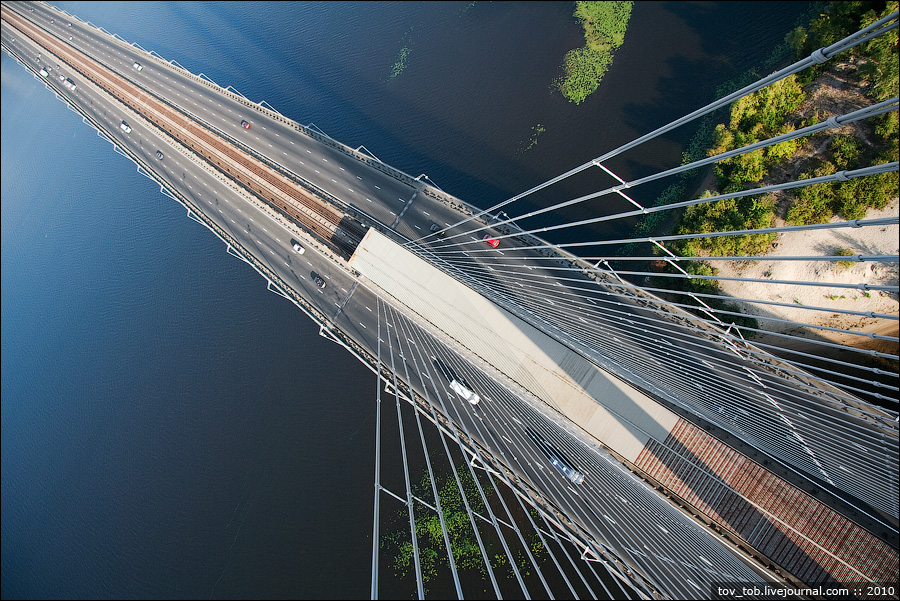
Pohled na most i s tratí metra
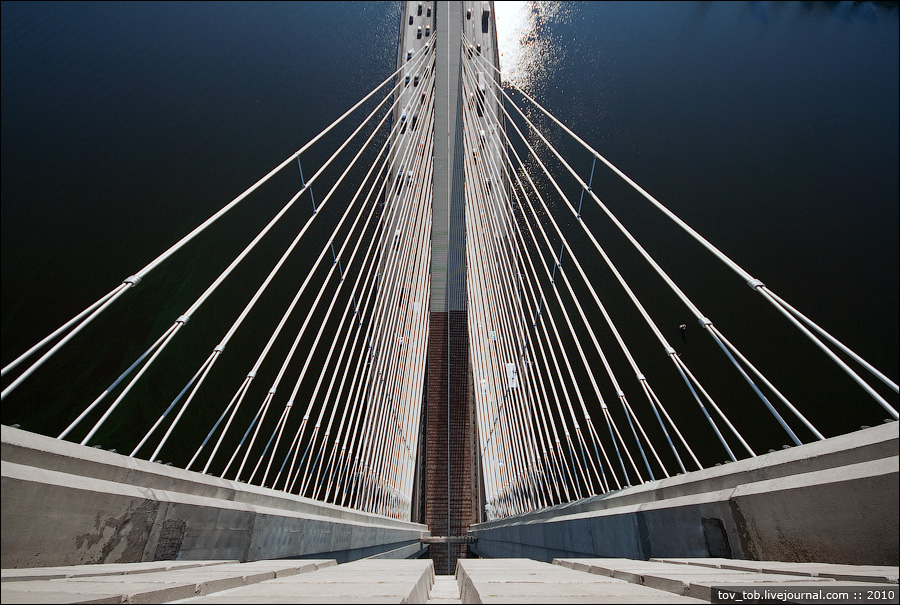
Pohled na most dolů z pilíře
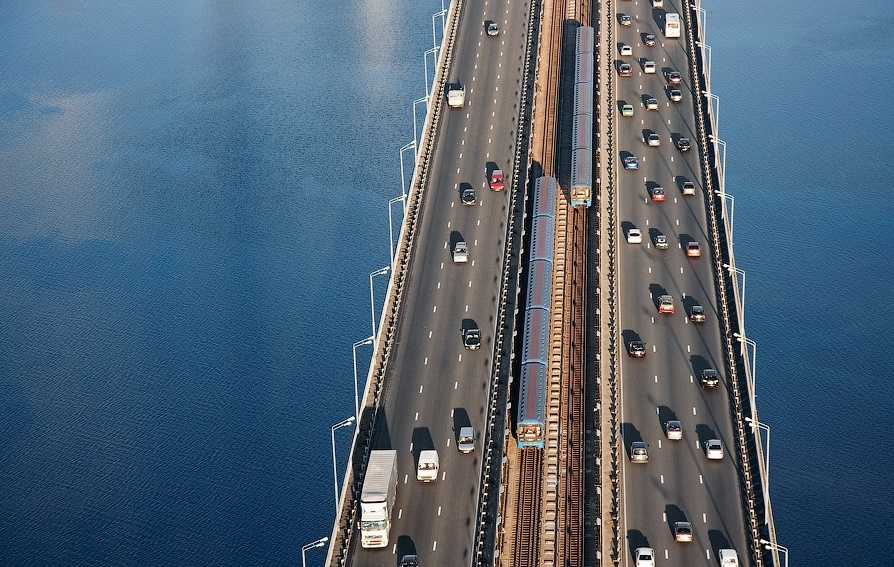
Pohled na most i se soupravami metra
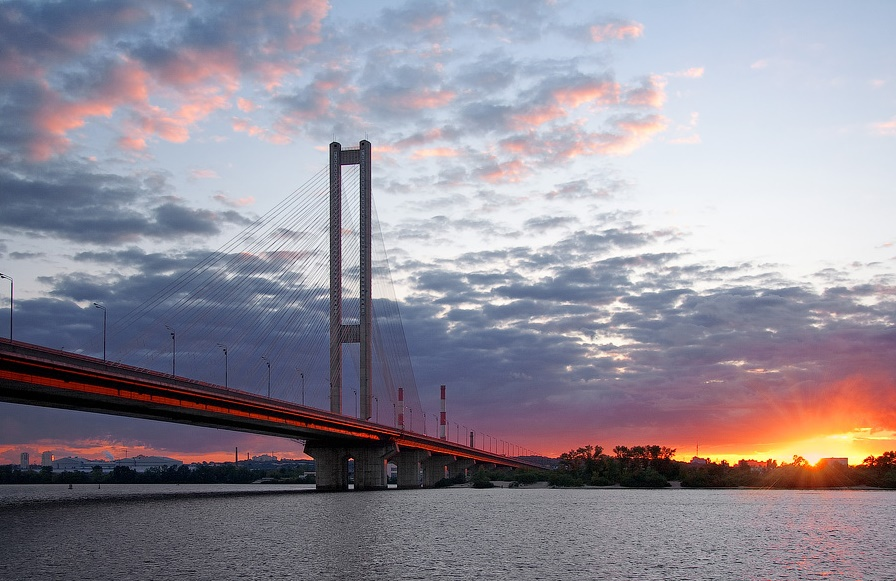
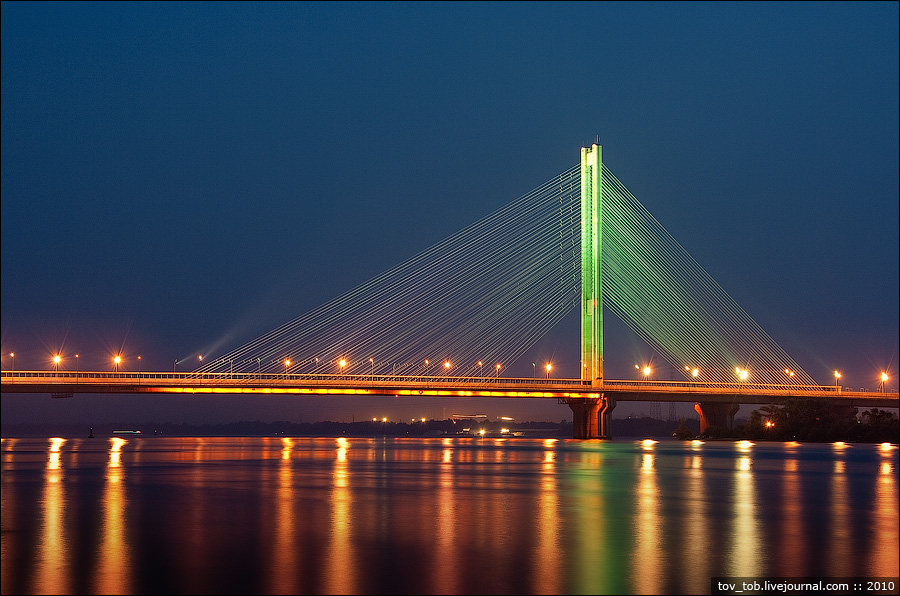
Pohled na most v noci
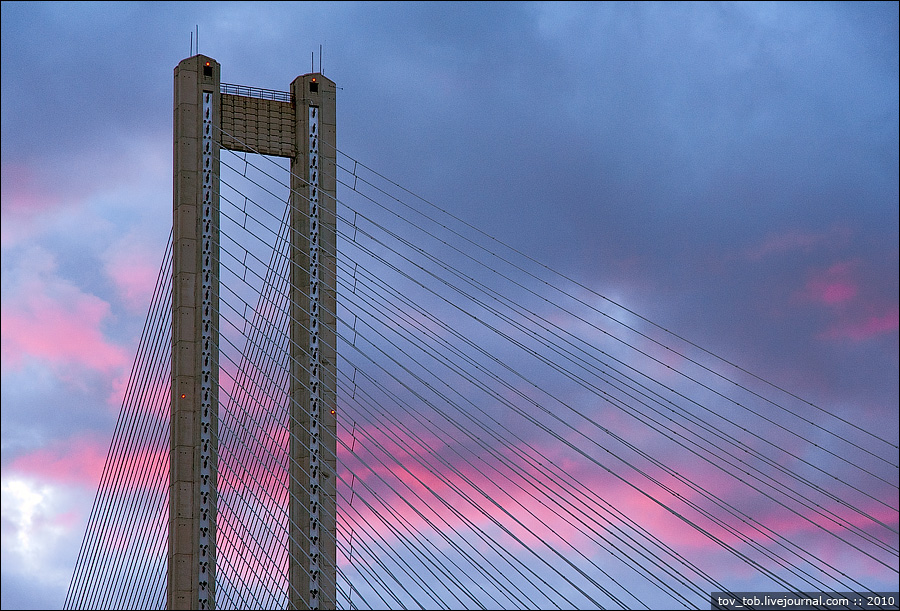
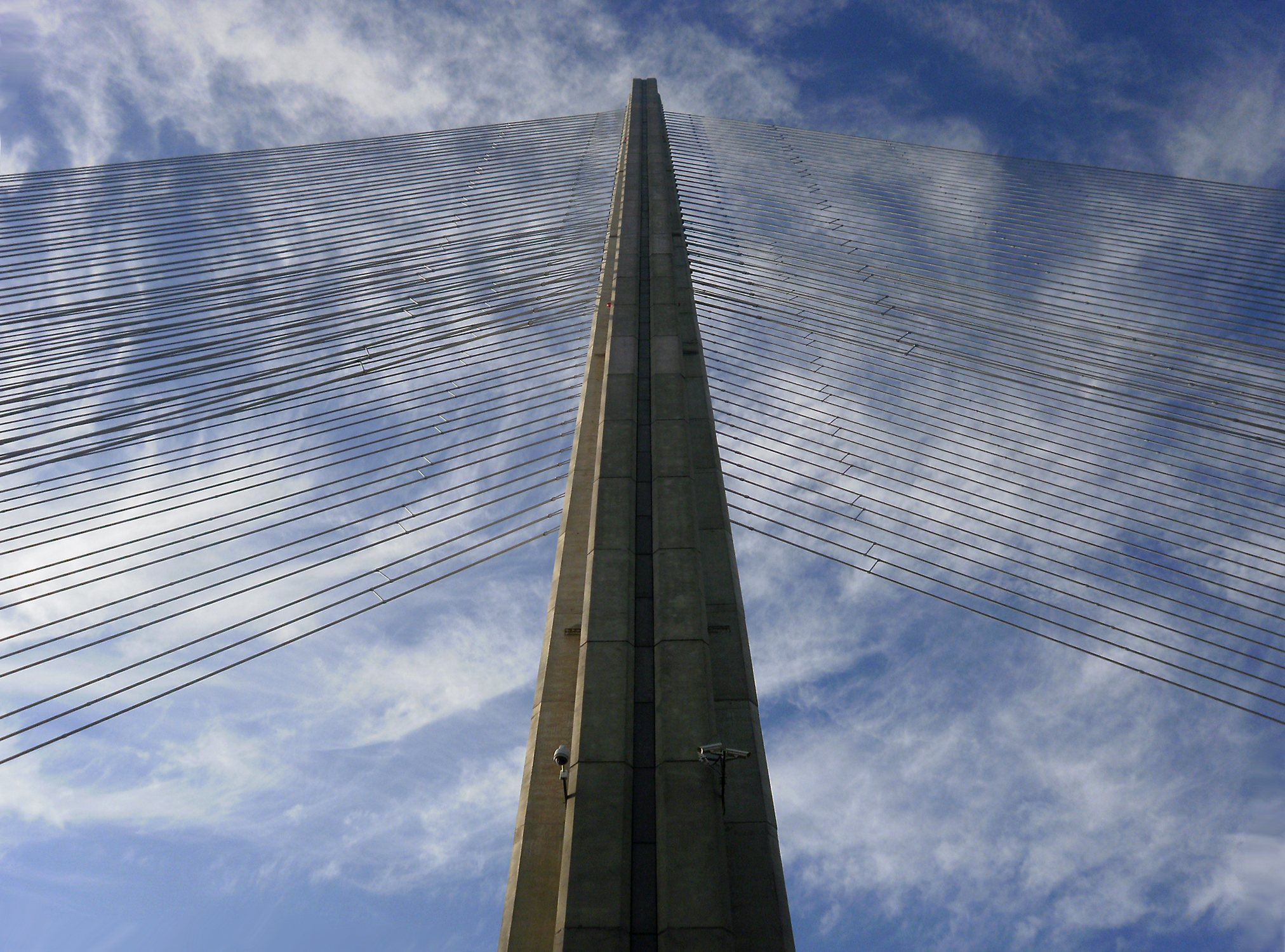